# Insurgència naxalita
La Insurgència naxalita és un conflicte armat, actualment en curs, que enfronta els grups rebels naxalites, amb el Govern de l'Índia i les seves forces de seguretat.
La insurgència va començar com una revolta camperola, a la vila de Naxalbari, l'any 1967, i actualment s'ha escampat per una gran àrea al centre i al sud-est del país, al llarg d'una zona coneguda amb el nom de Corredor Vermell.
L'any 2006, el Primer ministre Manmohan Singh va declarar que els rebels maoístes naxalites representaven el més gran desafiament per a la seguretat interna que mai havia afrontat l'Índia. L'any 2009, el primer ministre va dir que el país estava perdent la batalla contra els rebels maoístes. Els naxalites esperen ser recolzats per les poblacions rurals més pobres, especialment els intocables, els dalits i el adivasis.
Els naxalites ataquen freqüentment a la policial rural, i als operaris del govern, ja que ells diuen que duen a terme una lluita pel dret a llaurar les seves terres, per tenir una vida millor, i per tenir més llocs de treball pels treballadors agrícoles i pels pobres, i volen seguir una estratègia de revolta rural semblant a una Guerra popular de llarga durada contra el Govern central.
El membre del Govern de l'Índia, el Ministre d'afers interns G.K. Pillai, reconeix que hi ha reclamacions legítimes sobre l'accés de la població local a les terres forestals, a la producció i distribució dels beneficis de la mineria i les centrals hidroelèctriques, però diu tanmateix que l'objectiu real dels naxalites és establir un estat maoista a l'Índia.